# A Billboard Hot 100 listavezetői 2018-ban
A Billboard Hot 100 lista rangsorolja az Amerikában legjobban teljesítő kislemezeket. A streaming adatok, a digitális és fizikális eladások, illetve a rádiós teljesítmény alapján készült listát a Billboard magazin teszi közzé hetente.

## Lista

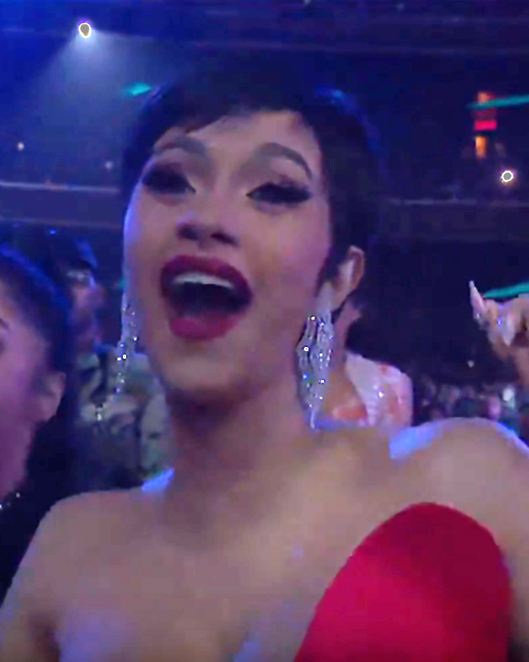
Cardi B (a képen) megszerezte a második első helyezését az I Like It című dalával, ezzel ő lett az első női rapper, akinek ez sikerült. Később közreműködött a Maroon 5 Girls Like You című dalában is, amely szintén szerepelt a lista élén.

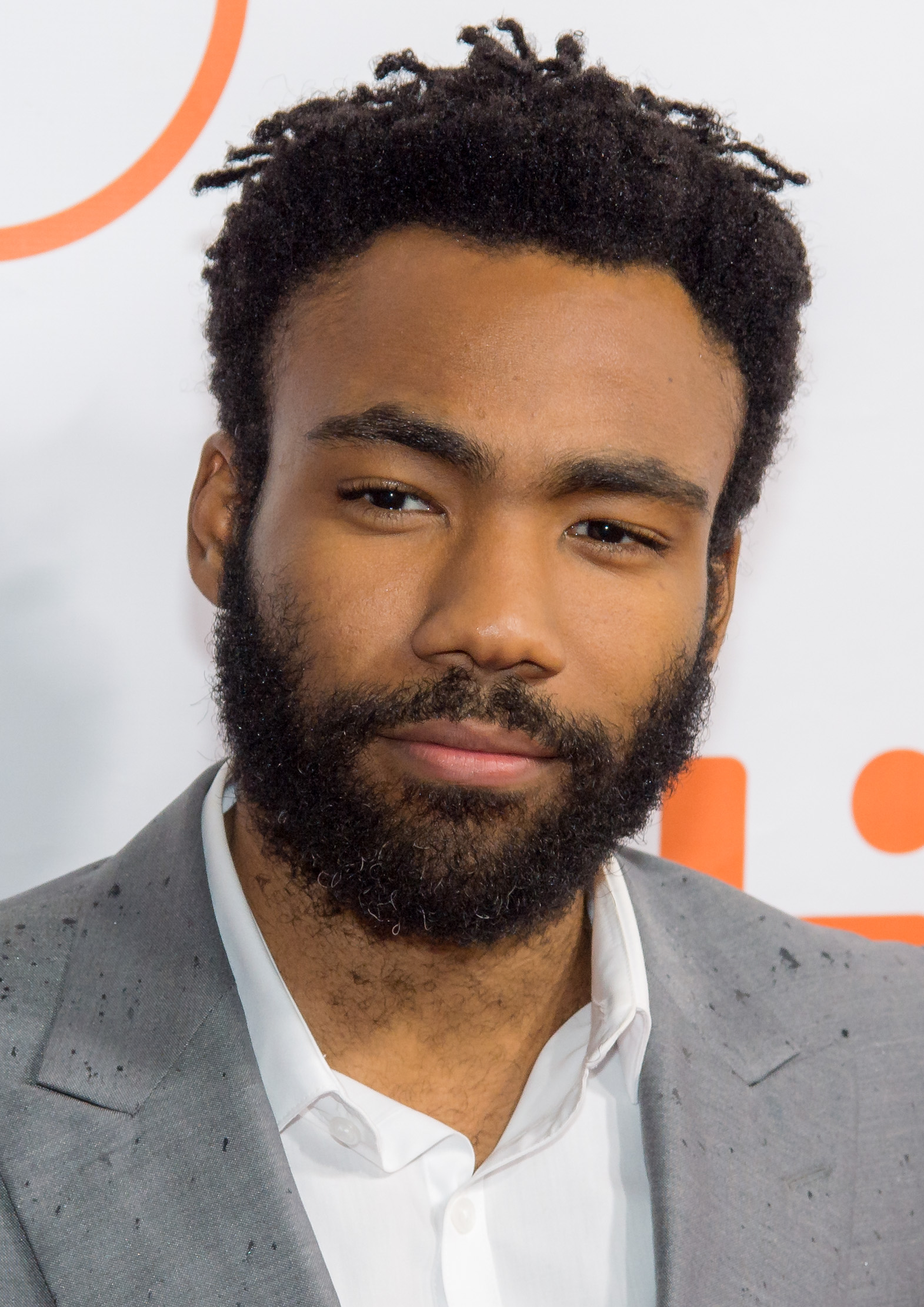
Childish Gambino (a képen) This Is America című dala lett a harmincegyedik kislemez, amely a Billboard Hot 100 első helyén debütált és Childish Gambino első dala, amely elérte a listavezető pozíciót.

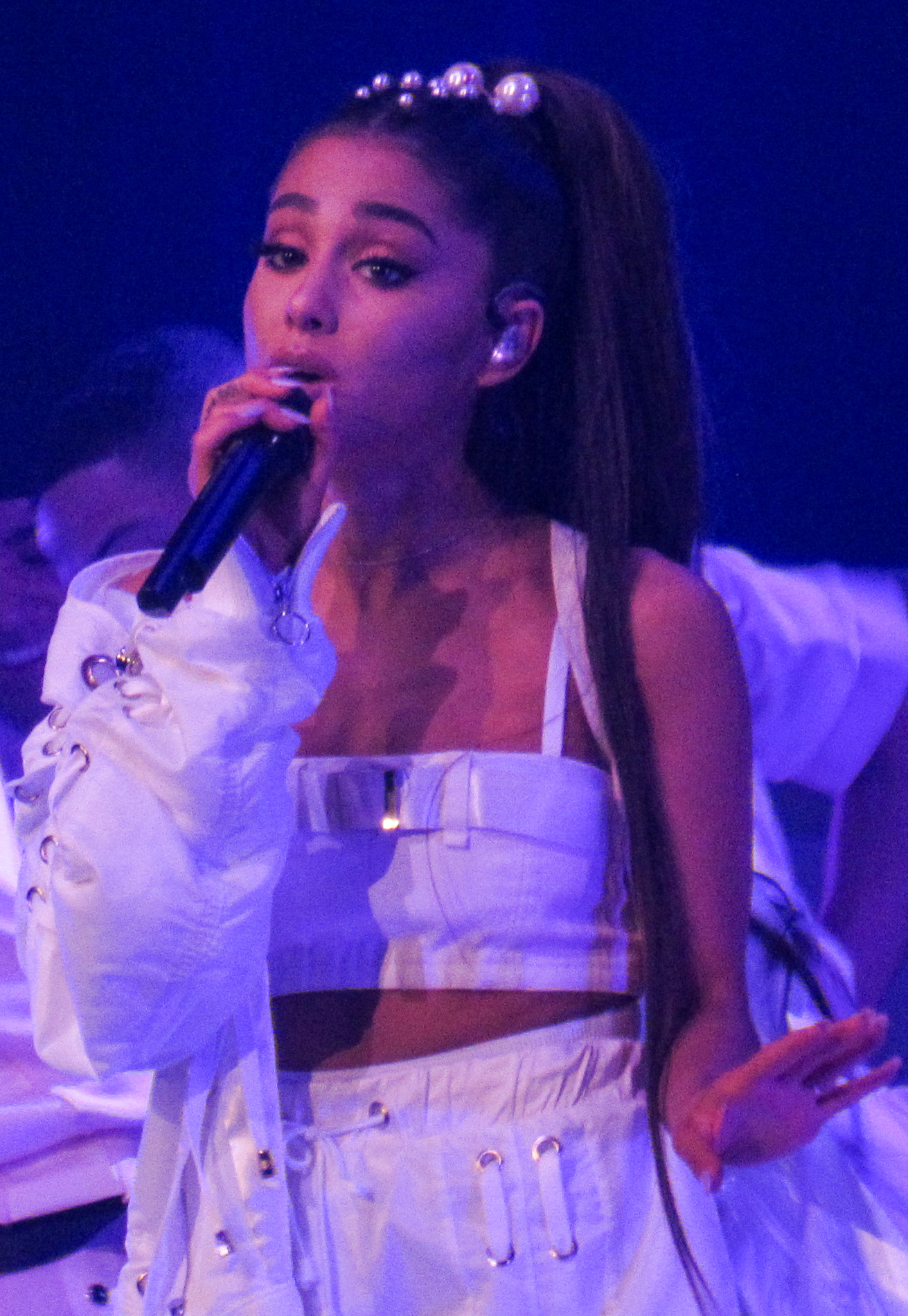
Ariana Grande (a képen) Thank U, Next című dala lett a harminckettedik kislemez, amely a Billboard Hot 100 első helyén debütált és Ariana Grande első dala, amely elérte a listavezető pozíciót.

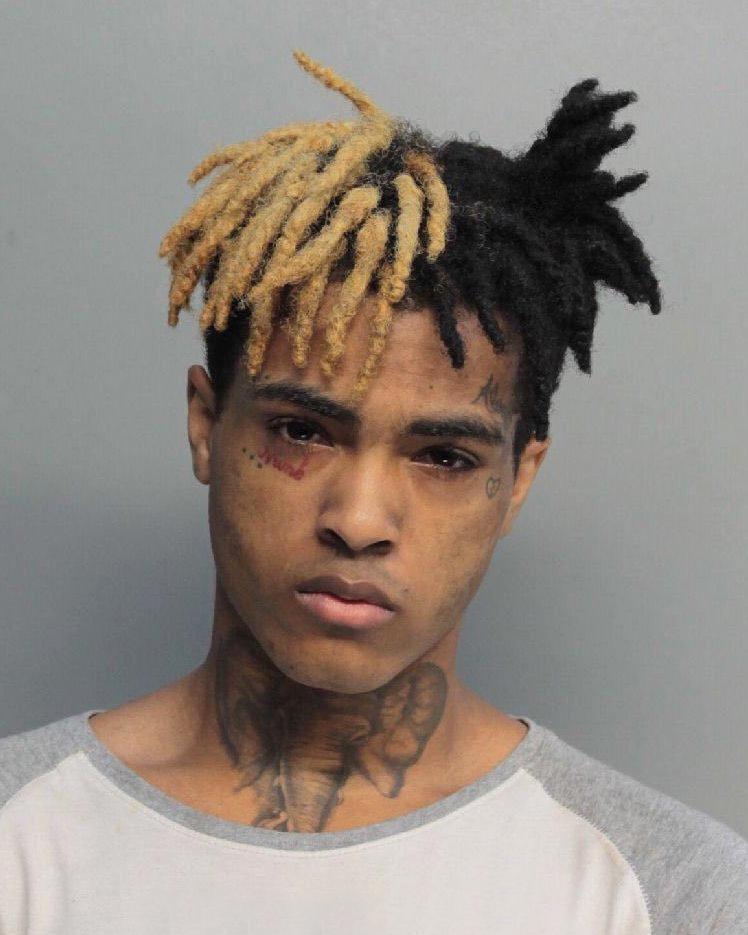
XXXTentacion (a képen) lett az első posztumusz előadó, aki elérte a lista első helyét The Notorious B.I.G. óta 1997-ben, a Sad! című dalával a halála után.

| Best performing single of 2016 | A legjobban teljesítő kislemezt jelzi 2018-ban |

| Kiadás dátuma  | Dal             | Előadó(k)                                   | Ref.   |
| -------------- | --------------- | ------------------------------------------- | ------ |
| Január 3.      | Perfect         | Ed Sheeran, Beyoncé közreműködésével        | [ 2 ]  |
| Január 6.      | Perfect         | Ed Sheeran, Beyoncé közreműködésével        | [ 3 ]  |
| Január 13.     | Perfect         | Ed Sheeran, Beyoncé közreműködésével        | [ 4 ]  |
| Január 20.     | Perfect         | Ed Sheeran                                  | [ 5 ]  |
| Január 27.     | Havana          | Camila Cabello, Young Thug közreműködésével | [ 6 ]  |
| Február 3.     | God’s Plan      | Drake                                       | [ 7 ]  |
| Február 10.    | God’s Plan      | Drake                                       | [ 8 ]  |
| Február 17.    | God’s Plan      | Drake                                       | [ 9 ]  |
| Február 24.    | God’s Plan      | Drake                                       | [ 10 ] |
| Március 3.     | God’s Plan      | Drake                                       | [ 11 ] |
| Március 10.    | God’s Plan      | Drake                                       | [ 12 ] |
| Március 17.    | God’s Plan      | Drake                                       | [ 13 ] |
| Március 24.    | God’s Plan      | Drake                                       | [ 14 ] |
| Március 31.    | God’s Plan      | Drake                                       | [ 15 ] |
| Április 7.     | God’s Plan      | Drake                                       | [ 16 ] |
| Április 14.    | God’s Plan      | Drake                                       | [ 17 ] |
| Április 21.    | Nice for What   | Drake                                       | [ 18 ] |
| Április 28.    | Nice for What   | Drake                                       | [ 19 ] |
| Május 5.       | Nice for What   | Drake                                       | [ 20 ] |
| Május 12.      | Nice for What   | Drake                                       | [ 21 ] |
| Május 19.      | This Is America | Childish Gambino                            | [ 22 ] |
| Május 26.      | This Is America | Childish Gambino                            | [ 23 ] |
| Június 2.      | Nice for What   | Drake                                       | [ 24 ] |
| Június 9.      | Nice for What   | Drake                                       | [ 25 ] |
| Június 16.     | Psycho          | Post Malone, Ty Dolla Sign közreműködésével | [ 26 ] |
| Június 23.     | Nice for What   | Drake                                       | [ 27 ] |
| Június 30.     | Sad!            | XXXTentacion                                | [ 28 ] |
| Július 7.      | I Like It       | Cardi B, Bad Bunny és J Balvin              | [ 29 ] |
| Július 14.     | Nice for What   | Drake                                       | [ 30 ] |
| Július 21.     | In My Feelings  | Drake                                       | [ 31 ] |
| Július 28      | In My Feelings  | Drake                                       | [ 32 ] |
| Augusztus 4.   | In My Feelings  | Drake                                       | [ 33 ] |
| Augusztus 11.  | In My Feelings  | Drake                                       | [ 34 ] |
| Augusztus 18.  | In My Feelings  | Drake                                       | [ 35 ] |
| Augusztus 25.  | In My Feelings  | Drake                                       | [ 36 ] |
| Szeptember 1.  | In My Feelings  | Drake                                       | [ 37 ] |
| Szeptember 8.  | In My Feelings  | Drake                                       | [ 38 ] |
| Szeptember 15. | In My Feelings  | Drake                                       | [ 39 ] |
| Szeptember 22. | In My Feelings  | Drake                                       | [ 40 ] |
| Szeptember 29. | Girls Like You  | Maroon 5, Cardi B közreműködésével          | [ 41 ] |
| Október 6.     | Girls Like You  | Maroon 5, Cardi B közreműködésével          | [ 42 ] |
| Október 13.    | Girls Like You  | Maroon 5, Cardi B közreműködésével          | [ 43 ] |
| Október 20.    | Girls Like You  | Maroon 5, Cardi B közreműködésével          | [ 44 ] |
| Október 27.    | Girls Like You  | Maroon 5, Cardi B közreműködésével          | [ 45 ] |
| November 3.    | Girls Like You  | Maroon 5, Cardi B közreműködésével          | [ 46 ] |
| November 10.   | Girls Like You  | Maroon 5, Cardi B közreműködésével          | [ 47 ] |
| November 17.   | Thank U, Next   | Ariana Grande                               | [ 48 ] |
| November 24.   | Thank U, Next   | Ariana Grande                               | [ 49 ] |
| December 1.    | Thank U, Next   | Ariana Grande                               | [ 50 ] |
| December 8.    | Sicko Mode      | Travis Scott                                | [ 51 ] |
| December 15.   | Thank U, Next   | Ariana Grande                               | [ 52 ] |
| December 22.   | Thank U, Next   | Ariana Grande                               | [ 53 ] |
| December 29.   | Thank U, Next   | Ariana Grande                               | [ 54 ] |